# Jacques Boudet
Pour les articles homonymes, voir Jacques Boudet (homonymie) et Boudet.
Jacques Boudet, né le 15 avril 1935 à Montpellier (Hérault) où il est mort le 15 juillet 2024, est un acteur français. Il est notamment connu pour sa longue collaboration avec Robert Guédiguian.

## Biographie
Jacques Boudet naît le 15 avril 1935 à Montpellier. Il débute au théâtre à l'université au début des années 1960. Suivant les courants artistiques de l'époque, il participe alors à la décentralisation théâtrale, notamment aux côtés de Jean-Marie Serreau (1915-1973), sous la direction duquel il joue Une tempête (1969), d’Aimé Césaire, Béatrice du Congo (1971), d’après Bernard Dadié qui le propulse pour la première fois au Festival d’Avignon, puis Le Printemps des bonnets rouges (1972), de Paol Keineg. Il connaît un grand succès dans les années 1980 avec Exercices de style de Raymond Queneau, dans une mise en scène de Jacques Seiler.  

Au cinéma, il apparaît parallèlement dès 1968 dans la comédie La Coqueluche avant de multiplier les petits rôles : on le retrouve dans plusieurs œuvres marquantes du cinéma français telles que L'important c'est d'aimer d'Andrzej Żuławski et Une étrange affaire de Pierre Granier-Deferre. En 1984, il incarne le duc de Guermantes dans Un amour de Swann, l'adaptation par  Volker Schlöndorff du roman de Marcel Proust. Il travaille avec des cinéastes aussi prestigieux que Bertrand Blier, Bertrand Tavernier, Claude Lelouch ou Luc Besson, mais c'est grâce à sa collaboration avec Robert Guédiguian qu'il accède à la notoriété. Le comédien intègre la « famille » du réalisateur marseillais dès le deuxième long-métrage de celui-ci, Rouge Midi en 1983, et on le retrouvera ensuite dans la quasi-totalité de ses films. Il forme ainsi avec Pascale Roberts un couple facétieux dans Marius et Jeannette et La ville est tranquille. Ayant un air de ressemblance avec Philippe Noiret, il interprète le frère de ce dernier dans Père et Fils de Michel Boujenah. Il retrouve en 2004 son réalisateur-fétiche Robert Guédiguian pour Mon père est ingénieur dans lequel il a pour fille la muse du cinéaste, Ariane Ascaride. 

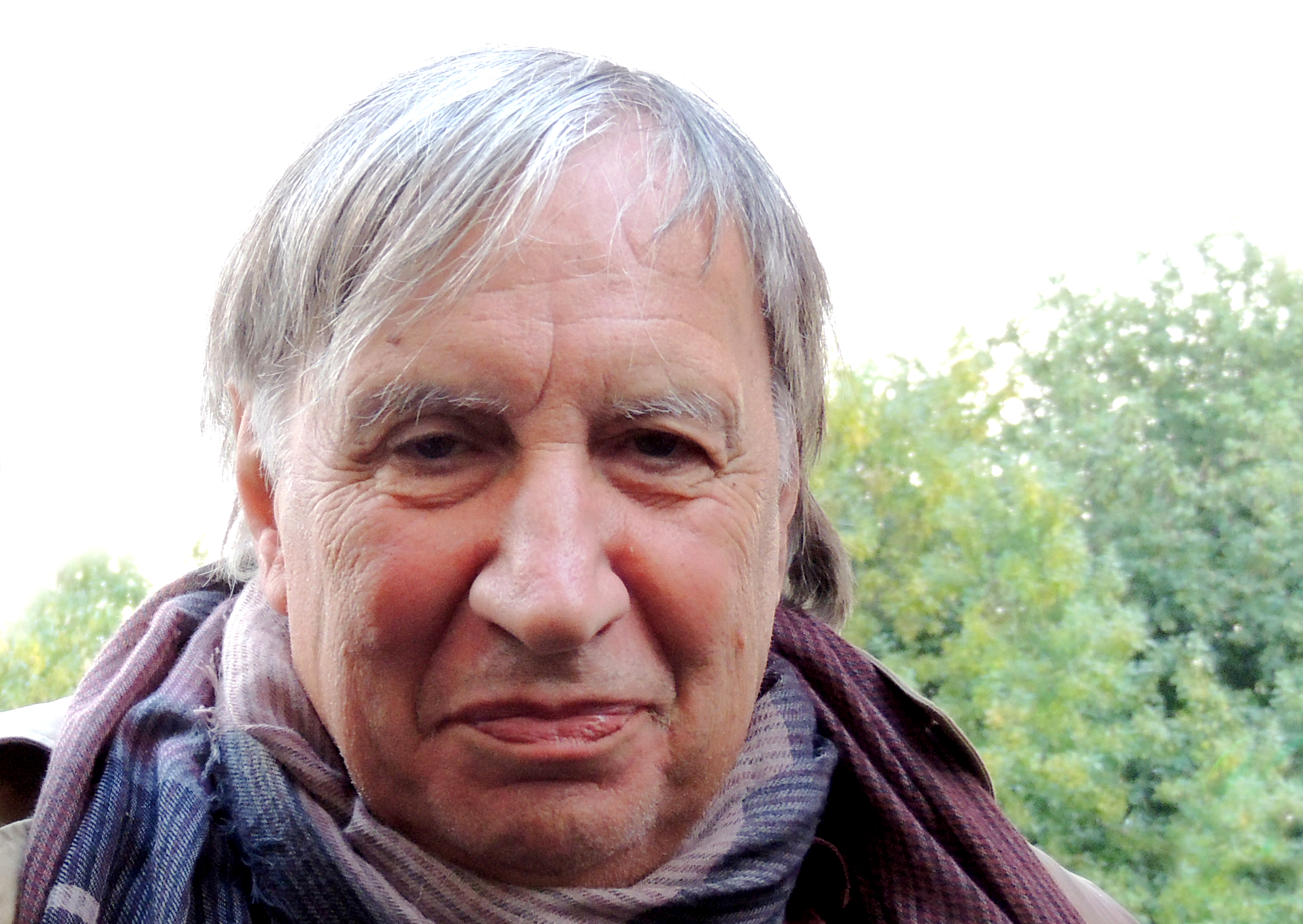
Jacques Boudet en 2013.

En 2006, il est le sénateur mafieux s'opposant à Isabelle Huppert confrontée à L'Ivresse du pouvoir chez Claude Chabrol. Pour Olivier Nakache et Éric Toledano, il interprète le père accaparant de Jean-Paul Rouve dans Nos jours heureux et tient un rôle similaire trois ans plus tard (toujours avec Rouve) dans Le Coach. Sophie Marceau fait appel à lui pour son deuxième long-métrage en tant que réalisatrice, La Disparue de Deauville (2007) ; puis il joue le père de la « Blanche devenue Noire », Agathe Cléry. Il participe à Lady Jane avant d'interpréter à nouveau un père : celui de Jacques Gamblin dans Le Nom des gens de Michel Leclerc.
Jacques Boudet meurt à l'âge de 89 ans le 15 juillet 2024 à Montpellier : son agente annonce qu’il est mort subitement, pendant son sommeil.

## Théâtre
- 1963 : Gurvan  de Tanguy Malmanche, mise en scène Jean Moign, Festival de Locronan
- 1966 : Amphitryon de Molière, mise en scène Henri Massadau, Comédie de Bourges
- 1966 : Don Carlos de Friedrich von Schiller, mise en scène Stéphan Meldegg, Arras
- 1967 : Six personnages en quête d'auteur de Luigi Pirandello, mise en scène Gabriel Monnet, Comédie de Bourges
- 1969 : Une tempête d'Aimé Césaire d'après William Shakespeare, mise en scène Jean-Marie Serreau, théâtre de l'Ouest parisien, théâtre de la Cité internationale
- 1972 : Le Printemps des bonnets rouges de Paol Keineg, mise en scène Jean-Marie Serreau, théâtre de la Tempête
- 1974 : Pol d'Alain Didier-Weill, mise en scène Jacques Seiler, théâtre de la Gaîté-Montparnasse
- 1975 : Lear d'Edward Bond, mise en scène Patrice Chéreau, TNP Villeurbanne, Théâtre national de Belgique, Théâtre national de l'Odéon
- 1976 : Comme il vous plaira de William Shakespeare, mise en scène Benno Besson, Festival d'Avignon
- 1977 : La Tragique Histoire d'Hamlet, prince de Danemark de William Shakespeare, mise en scène Benno Besson, Festival d'Avignon
- 1978 : Déménagement d'Anne-Marie Kraemer, mise en scène Jacques Kraemer, Festival d'Avignon
- 1979 : Attention au travail création collective, mise en scène Gildas Bourdet, théâtre de la Salamandre (Tourcoing), théâtre Gérard-Philipe
- 1980 : Exercices de style de Raymond Queneau, mise en scène Jacques Seiler, Petit Montparnasse
- 1982 : Exercices de style de Raymond Queneau, mise en scène Jacques Seiler, théâtre des Célestins
- 1984 : La Bagarre de Roger Vitrac, mise en scène Jacques Seiler, théâtre de l'Atelier
- 1986 : L'Avare de Molière, mise en scène Roger Planchon, TNP Villeurbanne, théâtre Mogador
- 1987 : L'Anniversaire d'Harold Pinter, mise en scène Jean-Michel Ribes, théâtre Tristan-Bernard
- 1989 : Monsieur Songe de Robert Pinget, mise en scène Jacques Seiler, Théâtre de Poche-Montparnasse
- 1990 : Monsieur Songe de Robert Pinget, mise en scène Jacques Seiler, théâtre de l'Œuvre
- 1990 : Exercices de style de Raymond Queneau, mise en scène Jacques Seiler, théâtre de l'Œuvre
- 1990 : L'École des femmes de Molière, mise en scène Marcel Maréchal
- 1992 : Les Rustres de Carlo Goldoni, mise en scène Jérôme Savary
- 1993 : La Cerisaie d'Anton Tchekhov, mise en scène Marcel Maréchal
- 1994 : La Résistible Ascension d'Arturo Ui de Bertolt Brecht, mise en scène Jérôme Savary
- 1995 : Mère Courage de Bertolt Brecht, mise en scène Jérôme Savary
- 1996 : Macbeth de William Shakespeare
- 1998 : Les Marchands de gloire de Marcel Pagnol, mise en scène Michel Fagadau
- 1999 : Celui qui a dit non de Robert Hossein
- 2001 : Les apparences sont trompeuses de Thomas Bernhard, mise en scène Robert Cantarella
- 2001 : Crime et Châtiment d'après Dostoïevski, mise en scène Robert Hossein, théâtre Marigny
- 2004 : La Profession de Madame Warren de George Bernard Shaw, mise en scène Michel Fagadau, Comédie des Champs-Élysées
- 2005 : Le Butin de Joe Orton, mise en scène Marion Bierry, théâtre Fontaine
- 2007 : Léonce et Léna de Georg Büchner, mise en scène Jean-Baptiste Sastre, Théâtre national de Chaillot
- 2007 : Un chapeau de paille d'Italie d'Eugène Labiche, Marc-Michel, mise en scène Jean-Baptiste Sastre, Théâtre national de Chaillot
- 2008 : Un chapeau de paille d'Italie d'Eugène Labiche et Marc-Michel, mise en scène Jean-Baptiste Sastre, Comédie de Reims, Le Quartz, Théâtre national de Toulouse Midi-Pyrénées et tournée
- 2009 : L'Anniversaire d'Harold Pinter, mise en scène Michel Fagadau, Comédie des Champs-Élysées
- 2010 : La Dernière Bande de Samuel Beckett, mise en scène Christophe Gand, théâtre du Palais-Royal, Festival Off d'Avignon
- 2012 : Tartarin de Tarascon de Jérôme Savary, mise en scène de l'auteur, théâtre André-Malraux
- 2013 : Le Monte-plats de Harold Pinter, mise en scène Christophe Gand, tournée, Festival Off d'Avignon
- 2014 : Visites à Mister Green de Jeff Baron (en), mise en scène Thomas Joussier, Comédie Bastille
- 2015 : Le Monte-plats de Harold Pinter, mise en scène Christophe Gand, théâtre de Poche-Montparnasse
- 2016 : Visites à Mister Green de Jeff Baron, mise en scène Thomas Joussier, Festival Off d'Avignon - théâtre du Chien qui fume
- 2018 : Retour chez Mister Green de Jeff Baron, mise en scène Thomas Joussier, Festival Off d'Avignon - théâtre du Chien qui fume puis tournée
- 2019 : La Femme du boulanger de Marcel Pagnol, mise en scène Alexandre Anzo, théâtre Tête d'or et tournée

## Filmographie

### Cinéma
- 1971 : La Coqueluche de Christian-Paul Arrighi : le chef de gare
- 1975 : L'important c'est d'aimer d'Andrzej Żuławski : Robert Beninge
- 1976 : Dracula père et fils d'Édouard Molinaro
- 1977 : L'Apprenti salaud de Michel Deville : le serrurier
- 1977 : La Question de Laurent Heynemann le commandant Roche
- 1977 : Le Couple témoin de William Klein : le deuxième psychosociologue
- 1976 : Julie pot de colle de Philippe de Broca : le commissaire de police
- 1977 : L'Ombre et la Nuit de Jean-Louis Leconte : le psychanalyste
- 1977 : Tendre Poulet de Philippe de Broca : l'homme élégant
- 1981 : Une affaire d'hommes de Nicolas Ribowski : le psychiatre
- 1981 : Asphalte de Denis Amar : un gendarme
- 1981 : Une étrange affaire de Pierre Granier-Deferre : M. Blain
- 1982 : Josepha de Christopher Frank : Moulu
- 1983 : Itinéraire bis de Christian Drillaud : le serveur du bistrot
- 1983 : Une pierre dans la bouche de Jean-Louis Leconte : le pompiste
- 1983 : Un bruit qui court de Jean-Pierre Sentier et Daniel Laloux : un employé du ministère
- 1984 : Rive droite, rive gauche de Philippe Labro : le ministre
- 1984 : Un amour de Swann de Volker Schlöndorff : le duc de Guermantes
- 1984 : La Diagonale du fou de Richard Dembo : Stuffli
- 1984 : Rouge Midi de Robert Guédiguian : Fredou
- 1986 : Buisson ardent de Laurent Perrin : le père d'Henri
- 1986 : Cours privé de Pierre Granier-Deferre : Bonnier
- 1987 : Waiting for the Moon de Jill Godmilow (en) : Guillaume Apollinaire
- 1987 : Buisson ardent de Laurent Perrin : le père d'Henri
- 1987 : Agent trouble de Jean-Pierre Mocky : l'écrivain ethnologue
- 1988 : La Petite Amie de Luc Béraud
- 1988 : Natalia de Bernard Cohn : André Brachaire
- 1989 : Dieu vomit les tièdes de Robert Guédiguian
- 1990 : Nikita de Luc Besson : le pharmacien
- 1990 : Un week-end sur deux de Nicole Garcia : Jacquet
- 1991 : Le Coup suprême de Jean-Pierre Sentier : le professeur
- 1991 : Merci la vie de Bertrand Blier : Craven
- 1991 : Le Cri du cochon d'Alain Guesnier
- 1992 : Le Retour de Casanova d'Édouard Niermans : l'abbé
- 1992 : L.627 de Bertrand Tavernier : Raymond
- 1993 : L'argent fait le bonheur de Robert Guédiguian
- 1993 : Tout ça… pour ça ! de Claude Lelouch : le procureur
- 1994 : Farinelli de Gérard Corbiau : Philippe V
- 1994 : Des feux mal éteints de Serge Moati : le patron du journal
- 1995 : À la vie, à la mort ! de Robert Guédiguian
- 1995 : Les Misérables de Claude Lelouch : le médecin de campagne
- 1995 : Marie-Louise ou la Permission de Manuel Flèche : Papa Delbonne
- 1996 : Rainbow pour Rimbaud de Jean Teulé : le ministre-maire
- 1997 : Un air si pur... d'Yves Angelo : M. Elmer
- 1997 : Marius et Jeannette de Robert Guédiguian : Justin
- 1997 : Tenue correcte exigée de Philippe Lioret : le juge
- 1998 : À la place du cœur de Robert Guédiguian : M. Lévy
- 1999 : Les Enfants du marais de Jean Becker : Tane
- 1999 : Le Plus Beau Pays du monde de Marcel Bluwal : Clothaire
- 1999 : Le Bleu des villes de Stéphane Brizé : le chef de secteur
- 2000 : À l'attaque ! de Robert Guédiguian : Pépé Moliterno
- 2000 : Le Conte du ventre plein (en) de Melvin Van Peebles
- 2000 : La ville est tranquille de Robert Guédiguian : le père de Paul
- 2001 : Tanguy d'Étienne Chatiliez : le juge
- 2001 : Mademoiselle de Philippe Lioret : Gilbert Frémont
- 2001 : Le Lait de la tendresse humaine de Dominique Cabrera : Jean-François
- 2002 : Marie-Jo et ses deux amours de Robert Guédiguian : Jean-Christophe
- 2002 : Père et Fils de Michel Boujenah : Joseph
- 2002 : Laissez-passer de Bertrand Tavernier : le patron du café
- 2003 : Mon père est ingénieur de Robert Guédiguian : le père de Natacha
- 2003 : La confiance règne d'Étienne Chatiliez : Philippe Térion
- 2004 : Cache-cache d'Yves Caumon : le dentiste
- 2005 : Le Passager de l'été de Florence Moncorgé-Gabin : le père Saucey
- 2005 : L'Ivresse du pouvoir de Claude Chabrol : Descarts
- 2005 : Nos jours heureux d'Éric Toledano et Olivier Nakache : Albert
- 2006 : Mon colonel de Laurent Herbiet : le sénateur-maire
- 2006 : La Disparue de Deauville de Sophie Marceau : le commissaire Penaud
- 2008 : Lady Jane de Robert Guédiguian : Henri
- 2008 : Agathe Cléry d'Étienne Chatiliez : Roland Cléry
- 2009 : Le Coach d'Olivier Doran : Jacques Marmignon
- 2010 : Le Nom des gens de Michel Leclerc : Lucien Martin
- 2010 : Les Émotifs anonymes de Jean-Pierre Améris : Rémi
- 2011 : L'Exercice de l'État de Pierre Schoeller : le sénateur Juillet
- 2011 : Beur sur la ville de Djamel Bensalah : le ministre
- 2011 : De force de Frank Henry : Jacques de Saint-Amont
- 2012 : Les Adieux à la reine de Benoît Jacquot : M. de la Tour du Pin
- 2013 : Voyage sans retour de François Gérard : le juge Tollec
- 2014 : Rosenn d'Yvan Le Moine
- 2014 : Au fil d'Ariane de Robert Guédiguian : Jacques
- 2014 : Les Souvenirs de Jean-Paul Rouve : le peintre
- 2015 : L'Enfance d'un chef de Brady Corbet : le prêtre
- 2015 : Shanghaï Belleville de Chow-Chun Lee : Henri
- 2017 : Loue-moi ! de Coline Assous et Virginie Schwartz : Papyto
- 2017 : Sales Gosses de Frédéric Quiring : François
- 2017 : La Villa de Robert Guédiguian : Martin
- 2018 : Lola et ses frères de Jean-Paul Rouve : le vieux monsieur au cimetière
- 2019 : La Lutte des classes de Michel Leclerc : le père de Paul
- 2019 : Docteur ? de Tristan Séguéla : M. Xanakis
- 2021 : Super Z de Julien de Volte et Arnaud Tabarly : le PDG
- 2023 : Little Girl Blue de Mona Achache : Daniel Cordier
- 2023 : Et la fête continue ! de Robert Guédiguian : M. Bernard
- 2024 : Paternel de Ronan Tronchot : Monseigneur Guillaume
- 2024 : La Pie voleuse de Robert Guédiguian  : M. Toulouse

### Télévision

#### Téléfilms
- 1978 : Messieurs les jurés : L'Affaire Heurteloup de Boramy Tioulong
- 1979 : Churchill and the Generals : Charles de Gaulle
- 1988 : La Belle Anglaise de Jacques Besnard
- 1990 : Jofroi de la Maussan de Marcel Bluwal
- 1991 : Les Ritals de Marcel Bluwal
- 1991 : Le Signe javanais d'Emmanuel Fonlladosa
- 1991 : Le Piège de Serge Moati
- 1993 : L'Homme dans la nuit de Claude Boissol
- 1994 : Pas si grand que ça de Bruno Herbulot
- 1994 : La Récréation de Nicolas Ribowski
- 1995 : Lulu roi de France de Bernard Uzan
- 1997 : Sapho de Serge Moati
- 1997 : Niní de Myriam Touzé
- 1998 : Contre vents et marées de Dominique Baron
- 1999 : Dessine-moi un jouet d'Hervé Baslé
- 2000 : De toute urgence de Philippe Triboit
- 2001 : Au temps des croisades de Jean-François Delassus
- 2002 : Jean Moulin, une affaire française de Pierre Aknine
- 2003 : Ambre a disparu de Denys Granier-Deferre
- 2004 : Mon fils cet inconnu de Caroline Huppert
- 2005 : L'Arbre et l'Oiseau de Marc Rivière
- 2005 : La Pomme de Newton de Laurent Firode
- 2006 : Le Vote des femmes de Fabrice Cazeneuve
- 2007 : Chez Maupassant : La Parure de Claude Chabrol
- 2008 : À droite toute de Marcel Bluwal
- 2008 : Duo de Patrick Volson
- 2009 : Le Petit Vieux des Batignolles de Claude Chabrol
- 2011 : Bas les cœurs de Robin Davis : le maire
- 2011 : Longue Peine de Christian Bonnet
- 2011 : La Très Excellente et Divertissante Histoire de François Rabelais d'Hervé Baslé
- 2012 : Les Edelweiss de Philippe Proteau : Joseph Crozat
- 2012 : Parle tout bas si c'est d'amour de Sylvain Monod
- 2013 : La Famille Katz d'Arnauld Mercadier : Osie Katz
- 2014 : Le Chapeau de Mitterrand de Robin Davis
- 2017 : Paris, etc. de Zabou Breitman
- 2019 : La Loi de Damien d'Arnaud Sélignac :  le professeur Pierre Turenne

#### Séries télévisées
- 1982 : Mozart de Marcel Bluwal
- 1988 : Le Retour d'Arsène Lupin, épisode Le Triangle d'or
- 1993 : Ferbac, épisode  Le Crime de Ferbac
- 1993 : Navarro, épisodes Le Dernier Casino et Coupable je présume?
- 1994 : La Guerre des privés, épisode Deux morts sans ordonnance
- 1995 : Julie Lescaut, épisode Double Rousse (5.4) d'Élisabeth Rappeneau : M. de Courcy
- 1996 : Les Cordier, juge et flic, épisode Refaire sa vie
- 1998 : Le Comte de Monte-Cristo , mini-série de Josée Dayan :  le président de la Chambre des Pairs
- 1998 : Maigret, épisode Maigret et l'Inspecteur Cadavre
- 1999 : Joséphine, ange gardien, épisode La Part du doute
- 2001 : Maigret, épisode Maigret et la Fenêtre ouverte
- 2001-2003 : Commissariat Bastille (7 épisodes)
- 2004 : Le Grand Patron, épisode Soupçons
- 2005 : Joséphine, ange gardien, épisode Trouvez-moi le prince charmant
- 2010 : Les Toqués, épisode Allô Mars, ici Vénus
- 2011-2012 : Plus belle la vie : Gaston Domert
- 2012 : RIS police scientifique, épisode Magie noire (7.4) : le père de Maxime Vernon
- 2012 : Duo de Patrick Volson : Max Léandri
- 2017 : The Crown (saison 2 épisode 8) de Stephen Daldry : Charles de Gaulle
- 2020 : Les Bracelets rouges : Monsieur Chergui